# Lactococcus
Lactococcus es un género de bacterias del ácido láctico formado por siete especies pertenecientes anteriormente al género Streptococcus y otras especies relacionadas. Las bacterias de este género son típicamente esféricas u ovoides, de 0,5 a 1,2 µm por 0,5 a 1,5 µm, y se agrupan en pares o en cadenas cortas. Son no formadoras de esporas y no mótiles. La especie tipo del género es L. lactis con dos subespecies lactis y cremoris. Lactococcus difiere de otras bacterias ácido lácticas por su tolearancia al pH, sal y temperatura de crecimiento.
Lactococcus se emplea en la industria láctea en la manufactura de fermentados como quesos o yougures. Puede usarse en cultivos de arranque de cepas únicas o en cultivos de distintas cepas o con otras bacterias ácido lácticas como Lactobacillus y Streptococcus.

## Características
Los Lactococcus son organismos quimioorganótrofos.
-No poseen flagelo, ni forman esporas. Son anaerobias facultativas, catalasa negativas y no hemolíticas.
-Crecen a 10 °C, pero no a 45 °C. Por lo general crecen en medios con 4% (p/v) de NaCl. Producen L- ácido láctico al fermentar la glucosa.
-Todas las cepas contienen fosfatidilglicerol y cardiolipina. La mayoría reacciona con antisueros del grupo N.
-Algunas cepas poseen bajos niveles de menaquinonas. El contenido de G – C del ADN varía de 34 a 43% en moles.